# Prasophyllum occidentale
Prasophyllum occidentale är en orkidéart som beskrevs av Richard Sanders Rogers. Prasophyllum occidentale ingår i släktet Prasophyllum och familjen orkidéer.
Artens utbredningsområde är Sydaustralien. Inga underarter finns listade i Catalogue of Life.